# Dinosaur Comics
Dinosaur Comics er en internet-tegneserie skrevet af den canadiske Ryan North. Den går ud på at billederne aldrig skifter i tegneserien, mens ordene gør det hver dag. Den har været i gang siden 1. februar 2003 og er også blevet udgivet i en bogsamling og indtil flere aviser.